# پیتر رنو
پیتر رنو (انگلیسی: Peter Reno) یک همکاری مشترک آهنگسازی میان پیتر تیلور و کلیف توئملو است. این دو هنرمند در دهه‌های ۱۹۶۰ و ۱۹۷۰ میلادی فعالیت داشتند و آلبوم‌های موسیقی فراوانی را روانهٔ بازار کردند.
از فیلم‌ها یا مجموعه‌های تلویزیونی که گروه موسیقی پیتر رنو در آن‌ها نقش داشته‌است، می‌توان به دادگاه جزا و طلوع مردگان اشاره نمود.